# Grün ist die Hoffnung
Grün ist die Hoffnung (Originaltitel: Budding Prospects) ist ein 1984 erschienener Roman des amerikanischen Schriftstellers T. C. Boyle. Er erzählt die Geschichte des frustrierten Alt-Hippies Felix Nasmyth, der die Hoffnung hat, durch illegalen Marihuanaanbau in Nordkalifornien reich zu werden.

## Inhalt
Der arbeitslose 31 Jahre alte Felix wohnt allein in seinem Appartement in San Francisco und lebt von seinen schwindenden Ersparnissen vergangener Hausrenovierungen. Eines Abends bekommt Felix Besuch von seinem Freund Vogelsang, der ihm das Angebot unterbreitet, für 500.000 Dollar auf seinem Grundstück in Mendocino County, Kalifornien, Marihuana anzubauen. Felix nimmt das Angebot an und zieht für neun Monate in das, wie er es nennt, „Sommerlager“. Er heuert zwei Freunde an, Phil und Gesh, die ihm bei der Arbeit helfen sollen und dafür jeweils ein Drittel von Felix Anteil erhalten. 
Von Anfang an steht das Unternehmen unter einem Unglücksstern. Die Abschottung, neugierige Nachbarn, bösartige Highway-Polizei und allerlei Widrigkeiten der Umwelt sorgen dafür, dass die drei Freunde immer paranoider, frustrierter und ungeduldiger werden. Immer deutlicher zeichnet sich der Misserfolg des Unternehmens ab. Nach einem Wochenendurlaub daheim lernt Felix allerdings die junge Petra kennen und verliebt sich in sie. Da Felix allerdings in den Clinch mit der ortsansässigen Polizei gerät, darf er sie nicht besuchen und resigniert.
Zur Erntezeit ist nur noch ein Bruchteil der Pflanzen intakt, der Erlös beträgt nur noch 4.800 Dollar pro Kopf. Ungläubig darüber, neun Monate für nicht einmal 5.000 Dollar in Abgeschiedenheit und Einsamkeit gelebt zu haben, erfahren die drei auch noch, dass Vogelsang sie nur benutzt hat, um das Grundstück von ihnen erschließen zu lassen und es anschließend zu verkaufen. Am Ende stellt Felix Vogelsang, der allerdings keine Reue oder Schuldgefühle zeigt. Felix gibt auf, verzichtet auf seinen Anteil und fährt zurück nach Mendocino County, um mit Petra zusammen zu leben.

## Kritik
„Wer nicht zu viel erwartet bei Grün ist die Hoffnung, der kann durchaus Spaß am Buch haben. Na ja, und dann wäre da noch eine Variante, man müsste das Buch einfach mal völlig zugekifft lesen. Wer weiß, vielleicht wirkt die Geschichte dann viel realer und stressiger, aber dies überlasse ich ruhigen Gewissens Euch, denn das ist nicht meine Welt.“

„In other words, for all that the structure of the novel is neatly worked out, the sense of depth is yet to come. Still Mr. Boyle possesses a rare and a redeeming virtue – he can be consistently, effortlessly, intelligently funny. Which means that he belongs to a species even harder to locate than a good, solid novelist. He is to be cultivated.“